# Sites mémoriels en Serbie
Les sites mémoriels (en serbe cyrillique : Знаменита места ; en serbe latin : Znamenita mesta ; en abrégé : ZM) constituent l'une des quatre catégories de classement des monuments historiques de la Serbie. L'inventaire, élaboré et publié par l'Institut pour la protection du patrimoine de la République, recense 71 sites protégés.
Un classement des sites est effectué en fonction de leur importance ; 19 d'entre eux sont considérés comme des biens exceptionnels et 17 comme des biens de grande importance ; les autres sont protégés ou inscrits à l'inventaire.

## Sites d'importance exceptionnelle
| ID    | Monument                                       | Adresse Coordonnées                                                                            | Municipalité Localités    | Datation                    | Photo |
| ----- | ---------------------------------------------- | ---------------------------------------------------------------------------------------------- | ------------------------- | --------------------------- | ----- |
| ZM 6  | Ensemble commémoratif de Bela Crkva            | Ancienne kafana, mairie, école et église 44° 21′ 56″ N, 19° 21′ 49″ E                          | Krupanj (Bela Crkva)      | 1941-1951                   |       |
| ZM 7  | Parc commémoratif de Bubanj                    | Vojvode Putnika 43° 18′ 17″ N, 21° 52′ 21″ E                                                   | Niš                       | 1950-1963                   |       |
| ZM 9  | Parc commémoratif du 21 octobre                | Šumarice 44° 01′ 19″ N, 20° 53′ 05″ E                                                          | Kragujevac                | 1941 ; 1953                 |       |
| ZM 12 | Parc commémoratif de Kraljevo                  | Industrijska 43° 43′ 49″ N, 20° 41′ 31″ E                                                      | Kraljevo                  | 1941 ; 1970-1971            |       |
| ZM 13 | Mémorial du mont Čegar                         | Čegar 43° 21′ 55″ N, 21° 56′ 34″ E                                                             | Niš (Kamenica)            | 1809, 1878 ; 1927           |       |
| ZM 15 | Stolice                                        | Stolice 44° 24′ 13″ N, 19° 19′ 36″ E                                                           | Krupanj (Brštica)         | 1941                        |       |
| ZM 16 | Marićevića jaruga                              | Orašac bb 44° 19′ 58″ N, 20° 35′ 07″ E                                                         | Aranđelovac (Orašac)      | 1804 ; 1932                 |       |
| ZM 18 | Mémorial de Boško Buha                         | À 12 km de l'autoroute Prijepolje-Pljevlja 43° 20′ 43″ N, 19° 30′ 14″ E                        | Prijepolje (Jabuka)       | 1943-?                      |       |
| ZM 19 | Takovski grm                                   | 44° 02′ 38″ N, 20° 23′ 19″ E                                                                   | Gornji Milanovac (Takovo) | 1815 ; 1887                 |       |
| ZM 21 | Radovanjski Lug                                | Radovanje bb 44° 17′ 36″ N, 21° 01′ 40″ E                                                      | Velika Plana (Radovanje)  | 1817 ; 1936                 |       |
| ZM 26 | Site de la signature du Traité de Karlowitz    | Karlovačkog mira bb 45° 11′ 51″ N, 19° 56′ 27″ E                                               | Sremski Karlovci          | 1699 ; début du XIXe siècle |       |
| ZM 27 | Site de la bataille de Slankamen               | Brdo Miholjac 45° 09′ 10″ N, 20° 13′ 12″ E                                                     | Inđija (Stari Slankamen)  | 1692 ; 1892                 |       |
| ZM 28 | Site de la bataille de Petrovaradin            | Bukovac bb 45° 12′ 39″ N, 19° 53′ 54″ E                                                        | Novi Sad                  | 1716 ; 1902                 |       |
| ZM 39 | Ensemble commémoratif de Mihajlo Pupin à Idvor | Mihajla Pupina 57a 45° 11′ 27″ N, 20° 30′ 48″ E                                                | Kovačica (Idvor)          | 1854 ; 1935                 |       |
| ZM 41 | Ensemble commémoratif du Front de Syrmie       | Rive gauche de la rivière Bosut, territoire du village d'Adaševci 45° 02′ 59″ N, 19° 10′ 55″ E | Šid (Adaševci)            | 1945 ; 1988                 |       |
| ZM 42 | Ensemble commémoratif de Ljubić                | Dragoslava Bojića 43° 54′ 50″ N, 20° 22′ 02″ E                                                 | Čačak (Ljubić)            | 1938 ; 1976                 |       |
| ZM 60 | Mémorial du mont Cer                           | 44° 33′ 17″ N, 19° 31′ 40″ E                                                                   | Loznica (Tekeriš)         | 1914 ; 1928                 |       |
| ZM 61 | Maison natale de Vuk Stefanović Karadžić       | 44° 29′ 46″ N, 19° 16′ 12″ E                                                                   | Loznica (Tršić)           | ?-1933                      |       |
| ZM    | Site de la bataille de Senta                   | 45° 55′ 28″ N, 20° 04′ 33″ E                                                                   | Senta                     | 1697 ; ?                    |       |

## Sites de grande importance
| ID    | Monument                                                  | Adresse Coordonnées                                                                | Municipalité Localités           | Datation                      | Photo |
| ----- | --------------------------------------------------------- | ---------------------------------------------------------------------------------- | -------------------------------- | ----------------------------- | ----- |
| ZM 1  | Monument et cimetière des libérateurs de Belgrade en 1806 | Karađorđev park 44° 47′ 44″ N, 20° 27′ 57″ E                                       | Ville de Belgrade (Vračar)       | 1806 ; 1848                   |       |
| ZM 2  | Forêt de Bojčin                                           | Bojčinska šuma, Progar 44° 43′ 36″ N, 20° 09′ 45″ E                                | Ville de Belgrade (Zemun-Surčin) | 1941-1944                     |       |
| ZM 5  | Tranchées du Premier soulèvement serbe à Ivankovac        | Brdo Ivankovac, rive droite de la Velika Morava 43° 58′ 17″ N, 21° 26′ 04″ E       | Ćuprija (Ivankovac)              | 1805 ; 1951                   |       |
| ZM 8  | Tranchées du Premier soulèvement serbe à Deligrad         | Timošenkova 43° 36′ 50″ N, 21° 35′ 04″ E                                           | Aleksinac (Deligrad)             | 1806 ; 1933-1935              |       |
| ZM 20 | Ensemble commémoratif Slobodište à Kruševac               | Bruski put bb 43° 33′ 46″ N, 21° 19′ 56″ E                                         | Kruševac                         | 1941-1945 ; 1965              |       |
| ZM 22 | Parc commémoratif de Čačalica                             | Parc entre les rues Moše Pijade et Slobodarska 44° 36′ 49″ N, 21° 12′ 04″ E        | Požarevac                        | 194?-1945 ; 1952-1963         |       |
| ZM 29 | Ancienne prison fasciste                                  | 45° 37′ 17″ N, 20° 02′ 18″ E                                                       | Bečej                            | Octobre 1941 - février 1942   |       |
| ZM 30 | Monument sur le quai                                      | Sunčani kej 45° 15′ 08″ N, 19° 51′ 22″ E                                           | Novi Sad                         | 1942 ; 1971                   |       |
| ZM 31 | Tombe de Branko Radičević à Stražilovo                    | Stražilovo 45° 10′ 01″ N, 19° 54′ 50″ E                                            | Sremski Karlovci                 | 1853-1883                     |       |
| ZM 32 | Quartier général des Partisans Centar à Vrbas             | Milivoja Čobanskog 137 45° 34′ 16″ N, 19° 39′ 44″ E                                | Vrbas                            | 1941                          |       |
| ZM 33 | Ancien camp de concentration de Zrenjanin                 | Cara Dušana 149 45° 23′ 19″ N, 20° 23′ 29″ E                                       | Zrenjanin                        | 1942-1944                     |       |
| ZM 34 | Mémorial de Crna ćuprija                                  | 45° 23′ 15″ N, 20° 09′ 59″ E                                                       | Žabalj                           | Janvier 1942                  |       |
| ZM 35 | Site de la bataille de Batina                             | Sur les rives du Danube près de Bezdan, Batinsko brdo 45° 51′ 03″ N, 18° 51′ 38″ E | Sombor (Bezdan)                  | Novembre 1944 ; 1975          |       |
| ZM 36 | Monument du polje Leget                                   | Polje Leget 44° 55′ 40″ N, 19° 40′ 25″ E                                           | Sremska Mitrovica (Šašinci)      | Septembre 1914 ; 1923         |       |
| ZM 37 | Cimetière commémoratif à Sresmka Mitrovica                | Žrtava fašizma bb 44° 58′ 36″ N, 19° 36′ 01″ E                                     | Sremska Mitrovica                | Août-septembre 1942 ; 1960    |       |
| ZM 38 | Tombeau de Filip Višnjić                                  | Seosko groblje 44° 57′ 38″ N, 19° 17′ 57″ E                                        | Šid (Višnjićevo)                 | 1878                          |       |
| ZM 40 | Brankovina                                                | À 11 km de Valjevo, sur la route de Šabac 44° 21′ 16″ N, 19° 53′ 43″ E             | Valjevo (Brankovina)             | XVIIe, XVIIIe et XIXe siècles |       |

## Sites protégés
| ID    | Monument | Adresse Coordonnées                                                                       | Municipalité Localités           | Datation                                                                                | Photo |
| ----- | --- | ----------------------------------------------------------------------------------------- | -------------------------------- | --------------------------------------------------------------------------------------- | ----- |
| ZM 3  | Site commémoratif de la remise des clés                                                                                | Kalemegdan 44° 49′ 13″ N, 20° 27′ 10″ E                                                   | Ville de Belgrade (Stari grad)   | 1867 ; 1967                                                                             |       |
| ZM 4  | Lieu de la lecture de l'édit de 1830 à Tašmajdan                                                                       | Tašmajdan, à côté de l'église Saint-Marc 44° 48′ 36″ N, 20° 28′ 09″ E                     | Ville de Belgrade (Palilula)     |                                                                                         |       |
| ZM 10 | Mijajlova jama | Senjski Rudnik 43° 59′ 44″ N, 21° 34′ 09″ E                                               | Despotovac (Senjski Rudnik)      |                                                                                         |       |
| ZM 11 | Maison et musée commémoratifs Stevanske livade                                                                         | 44° 11′ 22″ N, 22° 16′ 26″ E                                                              | Negotin (Sikole)                 |                                                                                         |       |
| ZM 14 | Tranchée sur la colline de Baurić                                                                                      | Brdo Baurić 44° 11′ 11″ N, 19° 26′ 20″ E                                                  | Ljubovija (Gornja Bukovica)      |                                                                                         |       |
| ZM 17 | Parc commémoratif de Jajinci                                                                                           | Jajinci, Bulevar JNA bb 44° 43′ 55″ N, 20° 29′ 08″ E                                      | Ville de Belgrade (Voždovac)     | 1951                                                                                    |       |
| ZM 23 | Cimetière juif de Ledine                                                                                               | Trostruki Surduk, Ledine 44° 48′ 17″ N, 20° 20′ 48″ E                                     | Ville de Belgrade (Novi Beograd) |                                                                                         |       |
| ZM 24 | Cimetière commémoratif de Bežanijska kosa                                                                              | Mustafe Golubića 4 44° 48′ 37″ N, 20° 22′ 20″ E                                           | Ville de Belgrade (Novi Beograd) |                                                                                         |       |
| ZM 25 | Cimetière militaire de Delijski Vis                                                                                    | Milunke Savić bb 43° 18′ 27″ N, 21° 55′ 42″ E                                             | Niš (Delijski Vis)               |                                                                                         |       |
| ZM 43 | Site de la bataille de Varvarin                                                                                        | Confluence de la Zapadna Morava et de la Južna Morava 43° 41′ 56″ N, 21° 24′ 02″ E        | Varvarin                         |                                                                                         |       |
| ZM 44 | Monument du major Ilić sur le mont Javor                                                                               | Javor 43° 26′ 25″ N, 20° 03′ 57″ E                                                        | Ivanjica (Kušići)                |                                                                                         |       |
| ZM 45 | Monument aux morts de la famille Jovičić                                                                               | Entre Vrdnik et Jazak 45° 06′ 00″ N, 19° 46′ 00″ E                                        | Irig (Zabelje)                   |                                                                                         |       |
| ZM 46 | Ensemble commémoratif des Kipovi                                                                                       | Route nationale M-21, entre Irig et Ruma 45° 02′ 29″ N, 19° 50′ 22″ E                     | Irig                             |                                                                                         |       |
| ZM 47 | Monument de la Lutte de libération nationale au bord du Danube                                                         | Rive du Danube, Dunavska 45° 04′ 20″ N, 20° 19′ 48″ E                                     | Stara Pazova (Surduk)            |                                                                                         |       |
| ZM 48 | Mémorial de Most razmene                                                                                               | Sur la route Ruma-Stejanovci 45° 02′ 14″ N, 19° 44′ 19″ E                                 | Ruma                             |                                                                                         |       |
| ZM 49 | Monument de la Révolution à Ruma                                                                                       | Gradski trg 45° 00′ 32″ N, 19° 49′ 20″ E                                                  | Ruma                             |                                                                                         |       |
| ZM 50 | Fontaine commémorative à Jarak                                                                                         | 44° 54′ 45″ N, 19° 45′ 53″ E                                                              | Sremska Mitrovica (Jarak)        |                                                                                         |       |
| ZM 51 | Monument de Janko Čmelik                                                                                               | Gradski park à Stara Pazova 44° 58′ 59″ N, 20° 09′ 33″ E                                  | Stara Pazova                     |                                                                                         |       |
| ZM 52 | Monument des Partisans du détachement de Podunavlje à Inđija                                                           | Centre ville, à l'angle des rues Kralja Petra et Cara Dušana 45° 02′ 53″ N, 20° 04′ 49″ E | Inđija                           |                                                                                         |       |
| ZM 53 | Monument de Petar Krančević                                                                                            | Vieux cimetière serbe de Sremska Mitrovica 44.975823                                      | Sremska Mitrovica                |                                                                                         |       |
| ZM 54 | Ensemble commémoratif Kalvarija à Sremska Mitrovica                                                                    | Cimetière catholique 44° 58′ 15″ N, 19° 37′ 20″ E                                         | Sremska Mitrovica                |                                                                                         |       |
| ZM 55 | Pierres tombales près de l'église de l'Ascension à Ruma                                                                | Stanka Paunović Veljka 45° 00′ 20″ N, 19° 49′ 40″ E                                       | Ruma                             |                                                                                         |       |
| ZM 56 | Kalakača | Sur la rive du Danube, à 4m au nord-est de Beška 45° 10′ 02″ N, 20° 04′ 46″ E             | Inđija (Krčedin)                 |                                                                                         |       |
| ZM 57 | Monument aux morts victimes de la terreur fasciste à Čortanovci                                                        | À l'angle des rues Maršala Tita et Radmile Vasiljević Male 45° 09′ 17″ N, 20° 01′ 09″ E   | Inđija (Čortanovci)              |                                                                                         |       |
| ZM 59 | Buste de Vlada Obradović Kameni à Ašanja                                                                               | Centre du village 44° 45′ 19″ N, 20° 04′ 34″ E                                            | Pećinci (Ašanja)                 |                                                                                         |       |
| ZM 62 | Monument aux morts de Subotica                                                                                         | Trg žrtava fašizma 46° 05′ 57″ N, 19° 39′ 33″ E                                           | Subotica                         |                                                                                         |       |
| ZM 63 | Tombe de Babijan Malagurski                                                                                            | Bajsko groblje, Bajski vinogradi 26, parcela III-3, 1a 46° 05′ 37″ N, 19° 38′ 41″ E       | Subotica                         |                                                                                         |       |
| ZM 64 | Tombe de Bela Farkaš                                                                                                   | Cimetière, Lovačka bb 46° 06′ 48″ N, 19° 45′ 34″ E                                        | Subotica (Palić)                 |                                                                                         |       |
| ZM 65 | Tombe de Lanyi Ernest                                                                                                  | Bajsko groblje, Bajski vinogradi 26 46° 05′ 37″ N, 19° 38′ 41″ E                          | Subotica                         |                                                                                         |       |
| ZM 66 | Ensemble de 51 tombes dans le cimetière serbe de Rumenka                                                               | Cimetière orthodoxe serbe, Oslobođenja bb 45° 17′ 42″ N, 19° 43′ 58″ E                    | Novi Sad (Rumenka)               |                                                                                         |       |
| ZM 67 | Cimetière commémoratif de la Première Guerre mondiale à Valjevo                                                        | Petrovaradinska bb 44° 15′ 44″ N, 19° 54′ 27″ E                                           | Valjevo                          |                                                                                         |       |
| ZM 68 | Monument de Brankovinski vis                                                                                           | Brankovinski vis 44° 21′ 16″ N, 19° 53′ 43″ E                                             | Valjevo (Brankovina)             |                                                                                         |       |
| ZM 69 | Monument du mont Gučevo                                                                                                | Gučevo 44° 29′ 23″ N, 19° 10′ 30″ E                                                       | Loznica (Banja Koviljača)        |                                                                                         |       |
| ZM 70 | Monument à Karađorđe et aux héros de Mišar                                                                             | Karađorđeva bb 44° 43′ 55″ N, 19° 45′ 32″ E                                               | Šabac (Mišar)                    |                                                                                         |       |
| ZM 71 | Cimetière juif de Niš                                                                                                  | Mramorska bb 43° 19′ 22″ N, 21° 52′ 41″ E                                                 | Niš                              |                                                                                         |       |
| ZM 72 | Parc de l'amitié à Novi Beograd                                                                                        | Entre le Bulevar Nikole Tesle et la rue Ušće                                              | Novi Beograd                     |                                                                                         |       |
| ZM 73 | Ensemble commémoratif de Stratište                                                                                     | Sur la route Pančevo-Jabuka                                                               | Pančevo (Jabuka)                 | 1941                                                                                    |       |
| ZM 74 | Lieu d'exécution et deux monuments près de la vieille gare de Mačvanski Prnjavor                                       |                                                                                           | Šabac (Mačvanski Prnjavor)       | 1914                                                                                    |       |
| ZM 75 | Site de la bataille de Čokešina et sept pierres tombales                                                               |                                                                                           | Loznica (Čokešina)               | 1804                                                                                    |       |
| ZM 76 | Cimetière militaire de Kovin                                                                                           |                                                                                           | Kovin                            | 1915                                                                                    |       |
| ZM 77 | Site commémoratif avec une plaque commémorative pour les membres de la Lutte de libération nationale sur le Kaca kamen |                                                                                           | Pirot (Kaca kamen)               | 1944 ; 1964                                                                             |       |
| ZM 78 | Maison natale de Vladislav Petković Dis a Zablaće                                                                      |                                                                                           | Čačak (Zablaće)                  | XIXe siècle                                                                             |       |
| ZM 79 | Parc commémoratif de Popina à Štulac                                                                                   | 43° 37′ 34″ N, 20° 55′ 42″ E                                                              | Vrnjačka Banja (Štulac)          | 13 octobre 1941 (bataille) ; 1951 (premier monument) ; 1978-1981 (construction du parc) |       |